# Лиутгарда фон Боланден
Лиутгарда (Луитгардис) фон Боланден (на немски: Luitgard von Bolanden; Luitgardis von Bolanden; Luccardis von Bolanden; † 18 март 1325) е благородничка от Боланден и чрез женитби графиня на Льовенщайн и маркграфиня на Маркграфство Баден.

## Произход
Тя е дъщеря на Филип V фон Боланден († 1276) и съпругата му Лукардис (Кунигунда) фон Хоенфелс († ок. 1286), дъщеря на Филип I фон Боланден-Хоенфелс, господар на Хоенфелс-Фалкеншайн († 1277), и съпругата му Елизабет († 1249). Племенница е на Фридрих фон Боланден († 1302), епископ на Шпайер (1272 – 1302), и сестра на цистерцианката Анна фон Боланден, автор на запазения Codex Lichtenthal 37.

## Фамилия
Втори брак: на 24 юни 1284 г. с граф Албрехт I фон Шенкенберг-Льовенщайн († 11 юни 1304), извънбрачен син на крал Рудолф фон Хабсбург († 1291). Тя е втората му съпруга. Те имат децата:
- Филип фон Льовенщайн-Шенкенберг († 13 септемвеи 1310), женен за Аделхайд фон Вайнсберг († 7 априли 1342 – 4 август 1357), дъщеря на Конрад IV фон Вайнсберг
- Рудолф фон Льовенщайн-Шенкенберг († ок. 1318), граф на Льовенщайн (1310)
- Николаус фон Льовенщайн-Шенкенберг († 13 март 1340), граф на Льовенщайн, женен пр. 15 юни 1330 г. за графиня Вилибирг фон Вертхайм († 1333), дъщеря на граф Рудолф II фон Вертхайм и Кунигунда II фон Баден
- Анна фон Льовенщайн-Шенкенберг († сл. 7 май 1338), омъжена пр. 2 септември 1309.г. за граф Улрих III фон Тюбинген-Асперг († ок. 1341)
- дъщеря, монахиня в Лихтенщерн, 1299.
- син (1338)

Втори брак: пр. 28 февруари 1318 г. с маркграф Рудолф IV фон Баден († 25 юни 1348), вторият син на маркграф Херман VII фон Баден (1266 – 1291) и Агнес фон Труендинген († сл. 1309). Двамата нямат деца. Рудолф IV се жени преди 18 февруари 1326 г. втори път за Мария фон Йотинген († 10 юни 1369).